# Lutrin de l'église Saint-Gildas de Trégomeur

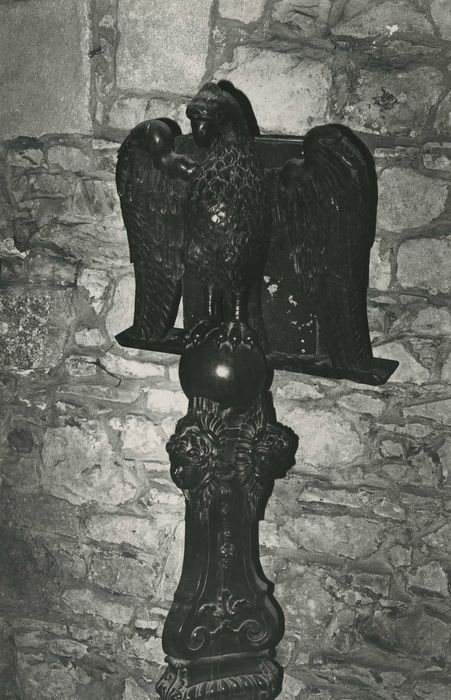
Lutrin de Trégomeur

Le lutrin de l'église Saint-Gildas à Trégomeur, une commune dans le département des Côtes-d'Armor dans la région Bretagne en France, est une œuvre exécutée en 1767 par le sculpteur Julien Heurtaut. Le lutrin en bois est inscrit monuments historiques au titre d'objet depuis le 17 janvier 1977.